# Древняя колокольня Свенского монастыря
Древняя колокольня в селе Супонево, Брянского района (Колокольня, Звонница) — старейший объект и одна из 10 башен Свенского Монастырского комплекса. Расположено в селе Супонево, Брянском районе.
Построена предположительно в конце XVI века. На протяжении почти трёхсот лет являлась единственной и не повторимой отдельно стоящей колокольней комплекса. На фото видно что она была слегка наклонена в северо-восточном направлении, где располагаются Святые ворота. Располагалась колокольня в нескольких метрах от южного купола Успенского собора.
В 1930 году в месте с большей частью строений монастыря была взорвана.

## История
Колокольня была построена предположительно в конце XVI века по приказу Ивана Грозного. Он пожаловал для неё два колокола в 40 и 200 пудов. Архитекторы и строители не известны.
22 октября 1708 года Пётр I посещает Свенский Монастырь. В период его пребывания колокольня частично становится будильником Петра, так как её подножье находится в 40 метрах от "Домика Петра I" и в 7 метрах южного угла и купала нынешнего Успенского собора.
В 1740-х годах колокольню надстроили, добавили шатровую кровлю. А весной 1749 года повесели новый большой колокол в 300 пудов веса, отлитый московским ремесленником Афанасием Прохоровым специально для Свенского монастыря.
В 1744 году Свенский Монастырь посетила императрица Елизавета Петровна по указу и пожертвованию которой был восстановлен и обновлён Успенский собор. Собор немного переехал ближе к центру монастыря, а именно установлен был прямо у древней колокольни.
Возможно в эти годы работали с колокольней петербургский архитектор Иоганн Биттер и московский Иван Фёдорович Мичурин, так как проводились работы по восстановлению Успенского собора.

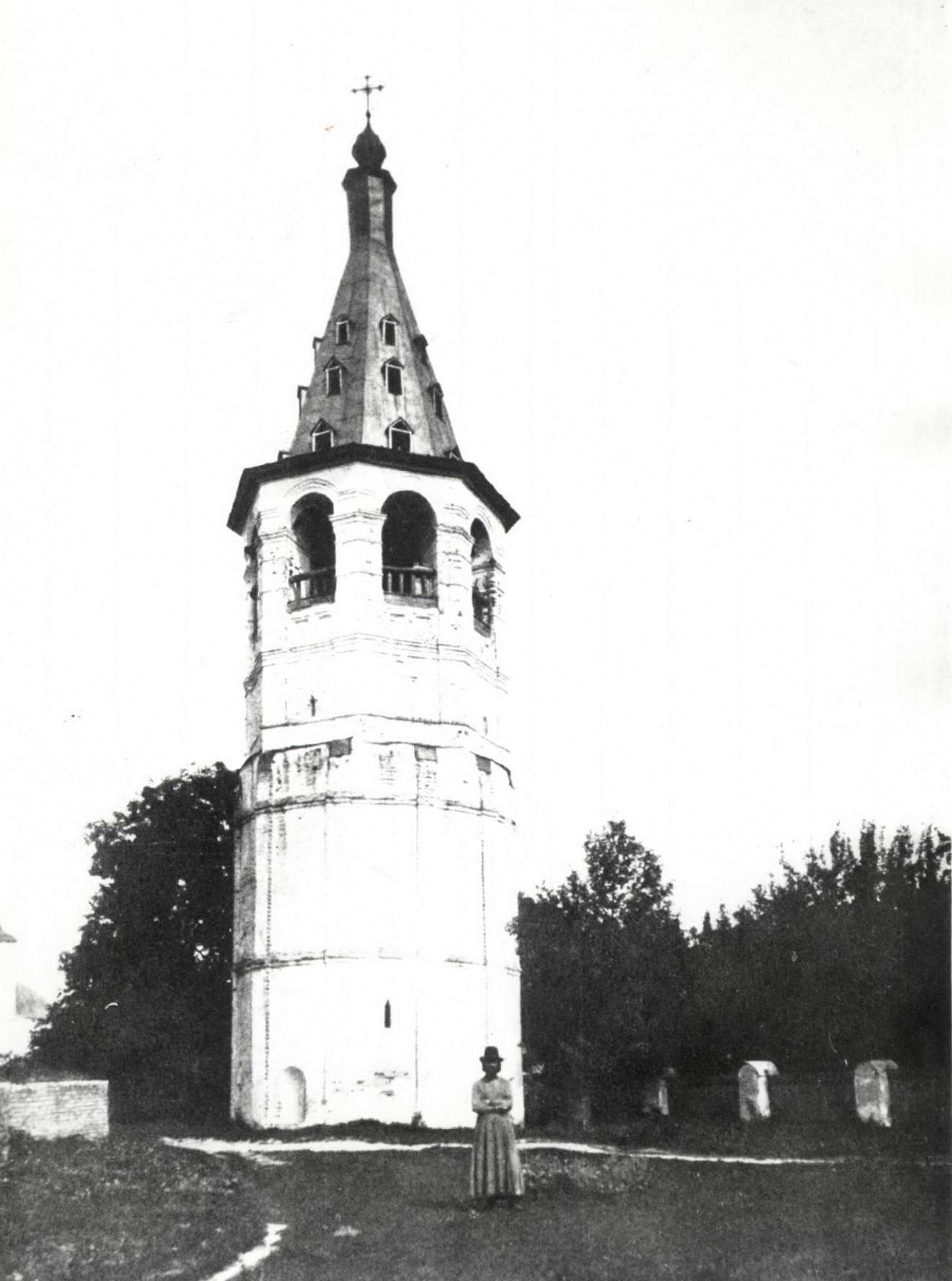
Древняя колокольня до 1917 года

В XIX веке на против главных фасадов колокольни и церкви "Антония и Феодосия" были захоронены И.А. и Д.И. Тютчевы, предки поэта Федора Ивановича Тютчева. Позже останки перенесли в Овстуг.
В 1924 году начинается закрытие Свенского монастыря, а в 1930 году колокольня вместе с Успенским Собором была взорвана.
В 1977 году начинается реконструкция монастырского комплекса и где то в это же время начинаются обсуждения о восстановлении всех зданий комплекса. В том числе и колокольни.
В 1992 году возобновляются богослужения, а в качестве замены колокольни используют небольшую беседку на газоне у северного угла и купола восстановленного к 2019 году Успенского Собора. Беседка у прихожан именуется звонницей.
В 2023 году не справившись с реставрацией Башни Спасо-Приображения и найдя средства для реконструкции колокольни, все силы были брошены на проведение работ по восстановлению данного объекта.
На момент июля 2024 года уже воздвигнута башня до звонницы под шатровым куполом. За оставшийся реставрационный бюджет были приобретены новые колокола после установки которых начнут монтировать шатровую кровлю.

## Архитектура
Древняя колокольня была выполнена из камня в стиле украинского барокко. Визуально делится на 4 яруса:
1. Десятигранный барабан основания с лопатками.
2. Восьмигранный барабан с аркатурой звонницы.
3. Восьмигранный шатёр кровли с трёх уровневым расположением слуховых окон.
4. Бельведер с куполом и навершием.

На фото видно что она была слегка наклонена в северо-восточном направлении, где располагаются Святые ворота. Вероятно, что данный недочёт был сделан специально отсылаясь к Большой Лаврской колокольне Киево-Печёрской Лавры.
Сегодня идёт восстановление древней колокольни, которая сегодня строится из красного кирпича на историческом бутовом фундаменте.